# Айзенберг, Аркадий Яковлевич
Арка́дий (Арон) Я́ковлевич (Яков-Израилович) Айзенбе́рг (7 ноября 1921, Бердичев, Винницкая область, УССР, СССР — 2010, Москва) — советский и российский библиотековед, доктор педагогических наук (1982), профессор (1985).

## Биография
Родился 7 ноября 1921 года в городе Бердичеве Винницкой области УССР.
В 1940 году поступил в Тульское оружейно-техническое училище, но окончить его не смог в связи с уходом на Великую Отечественную войну. После демобилизации в 1946 году стал преподавателе и до 1955 года работал в различных ПТУ преподавателем технических дисциплин, одновременно с этим в 1947—1951 годах учился на вечернем отделении исторического факультета МГПИ. К 1954 году подготовил, а в 1960 году защитил диссертацию на соискание учёной степени кандидата педагогических наук «Педагогическое общество при Московском университете (1898—1908 гг.)». 
В 1961 году устроился в МГИК, где до 1974 года работал на кафедре педагогики, а с 1974 по 2010 год работал на кафедре библиотековедения. В 1981 году защитил докторскую диссертацию «Проблемы теории и практики самообразовательного чтения в России, вторая половина XVIII—XIX  вв.». В 1985 году — профессор.
В 2010 году умер в Москве.

## Научная деятельность
Основные работы посвящены библиотековедению, библиотечной педагогики и педагогики, а также роли чтения в развитии личности. Автор свыше 100 научных работ, ряда книг по библиотековедению, а также учебника «Библиотечное обслуживание. Теория и методика».
- Педагогическое общество при Московском университете (1898—1908 гг.): Автореферат дисс. на соискание учен. степени кандидата пед. наук / Моск. ордена Ленина гос. ун-т им. М. В. Ломоносова. — М., 1954. — 15 с.
- Эффективность самообразования и руководство чтением / А. Я. Айзенберг // Библиотеки СССР [Текст]: вып. 53. — М., 1972. — С. 53-68
- Научно-технический прогресс и самообразование рабочих. — М.: Высш. школа, 1973. — 47 с.
- Педагогическое руководство самообразованием в культурно-просветительных учреждениях: Лекция по курсу «Педагогика» для студентов ин-та культуры / А. Я. Айзенберг. — М.: МГИК, 1975. — 49 с.
- Формы образовательной работы в библиотеках: Лекция по курсу «Методика работы с читателями» для студентов библ. фак. / А. Я. Айзенберг. — М.: МГИК, 1976. — 45 с.
- Формирование научного мировоззрения у молодых рабочих и ленинские идеи о самообразовании / А. Я. Айзенберг. — М.: Высш. школа, 1979. — 80 с. — (Профтехобразование. Профпедагогика)
- Проблемы теории и практики самообразовательного чтения в России (вторая половина XVIII в. ― XIX в.): автореферат диссертации на соискание ученой степени доктора педагогических наук: специальности 13.00.01 Теория и история педагогики, 05.25.03 Библиография и библиотековедение / Айзенберг Арон Яковлевич. — Ташкент, 1981. — 55 с.
- Айзенберг, А. Я. Проблемы эффективности самообразовательного чтения A. Я. Айзенберг // Московский ин-т культуры Межвузовский сб. науч. тр. [Текст] вып. 51: Централизация библиотечного дела: итоги и перспективы. — М., 1982. — С. 279-93
- Айзенберг, А. Я. Библиотека - главная база самообразования A. Я. Айзенберг Московский ин-т культуры Межвузовский сб. науч. тр. [Текст] вып. 61: Библиотечное строительство в СССР. — М., 1984. — С. 22-23
- Самообразование: история, теория и современные проблемы: [Учеб. пособие для вузов по спец. «Библиотековедение и библиогр.»] / А. Я. Айзенберг. — М.: Высш. шк., 1986. — 126, [2] с.
- Айзенберг, А. Я. Образовательная функция библиотеки / А. Я. Айзенберг // Московский ин-т культуры Межвузовский сб. науч. тр. [Текст] вып.96а: Развитие пед. функций советских б-к. — М., 1991. — С. 43-57
- Айзенберг, А. Я. В. Г. Белинский и чтение : (к 180-летию со дня рождения / А. Я. Айзенберг // Советское библиотековедение. — 1991. — № 6.
- Айзенберг, А. Я. Педагогические аспекты библиотечной профессии и научно- технический прогресс / А. Я. Айзенберг // Библиотека современного промышленного предприятия: пед., технико-эконом. аспекты [Текст]: сб. статей. — М.: МГИК, 1992. — С. 5-17
- Социально-педагогические проблемы чтения Ввод. лекция по спецкурсу "Социология и психология чтения" / А. Я. Айзенберг, В. В. Муминова; Моск. гос. ин-т культуры. — М., 1994. — 26 с.
- Айзенберг, А. Я. Книга о профессоре Ю. В. Григорьеве / А. Я. Айзенберг // Книга. Исследования и материалы [Текст]: сб.66. — М.: Терра, 1995. — С. 310-314
- Айзенберг, А. Я. Издательская деятельность разночинной интеллигенции в 50 - 70х годах XVIII в./ A. Я. Айзенберг // Книга. Исследования и материалы [Текст]: сб.71. — М.: Терра, 1995. — С. 116-19
- Библиотечное обслуживание: теория и методика: Учебник / Моск. гос. ун-т культуры. — М.: Изд-во МГУК, Либерея, 1996. — 199, [1] с.
- Айзенберг, A. Я. Просветительская и издательская деятельность Н. И. Новикова. A. Я. Айзенберг // Библиотековедение вчера, сегодня, завтра [Текст]: сб. науч. тр…1997. — C. 33-42
- Айзенберг, А. Я. Дипломная работа в учебной и научной деятельности студентов / А. Я. Айзенберг / Библиотечное дело и демократия [Текст]: тез. докл. и сообщений науч. конф. 8—10 апр. 1997 г. Ч. П. — М., 1997. C. 73—74
- Айзенберг, А. Я. Исторические аспекты самообразования в России в 20-е гг. XX в. / А. Я. Айзенберг // «Библиотечное дело на пороге XXI века» [Текст]: тез. Докл. межденар. науч. конф. Москва 15—16 апр. 1998 г. Ч. 2. — М., 1998. — С. 137—139
- Айзенберг, A. Я. Значение овладения иностранными языками B процессе профессиональной подготовки библиотечно—библиографических кадров / А. Я. Айзенберг, 3. П. Гусева Библиотечное дело и проблемы информатизации общества [Текст] : тез. Докл. междунар. науч. конф. 27—28 апр. 1999 г. Ч.2. — М.,1999. — С. 60—63
- Айзенберг, А. Я. Из истории создания научной школы по исследованию проблем самообразования и самообразовательного чтения (к 70-летию кафедры библиотековедения МГУКИ) / А. Я. Айзенберг // Библиотечное дело - 2001[Текст] Российские библиотеки в мировом интеллектуальном пространстве: тез. Докл. и сообщ. междунар. науч. конф. Москва 26—27 апр. 2001. — М., 2001. — С. 371—378
- Айзенберг, A. Я. Роль общественно- педагогического движения в России на рубеже XIX — XX вв. в развитии негосударственных учебных заведений А. Я. Айзенберг // Библиотечное дело — 2002 [Текст]: библ. образование и практика: поиск взаимопонимания: тез. докл. и сообщ. седььмой междунар. науч. конф. Москва 24—25 апр. 2002г. — М., 2002. — С. 233
- Айзенберг, А. Я. К.И. Абрамов — ученый и педагог высшей школы / А. Я. Айзенберг // К. И. Абрамов — ученый педагог [Текст]: Абрамовские чтения. Вып. 1. — М., 2002. — С. 60-64
- Айзенберг, А. Я. Образовательная функция библиотеки / А. Я. Айзенберг // Московский государственный университет культуры и искусств Ученые записки [Текст]: Вып. 25. М., 2003. — С. 231—247
- Становление индивидуального самообразования в России во второй половине XVIII в.: (Т.А. Болотов о книге, чтении и самообразовании) / А. Я. Айзенберг // Абрамовские чтения [Текст]: Вып. II. — М., 2003. — С. 72-78
- Библиотечно-педагогические принципы / А. Я. Айзенберг // Абрамовские чтения [Текст]: Сб. 3-й науч. конф., посвящ. Памяти профессора К. И. Абрамова (1920 2001 гг.). — М., 2004. — С. 36-48
- О функциях библиотеки / А. Я. Айзенберг Библиотечное дело 2005.[Текст]: материалы 10 межд. науч. конф. Москва 20—22 апр. 2005 г. — М., 2005. — С. 5-6
- Библиотечное обслуживание: теория и методика: Учебник [Айзенберг А.Я., Алтухова Г.А., Дворкина М.Я. и др.]; Моск. гос. ун-т культуры; Под ред. Айзенберга А.Я. — М.: МГУК, 1996. — 199,[1]с. - Библиогр.: с.199—200. — ISBN 5-85652-038-6. — ISBN 5-85129-033- 1 : 8000-.
- Памяти учителя [Текст]: к 90-летию со дня рождения А. Я. Айзенберга / [сост. Л. Б. Хайцева]. — М.: [Экон-информ], 2011. — 265, [1] c., [8] л. ил. — Библиогр.: с. 253—264 . — ISBN 978-5-9506-0802-5: 300-.